# Női vízilabdatorna a 2020. évi nyári olimpiai játékokon
A 2020. évi nyári olimpiai játékokon a női vízilabdatornát 2021. július 24. és augusztus 7. között rendezték. A tornán 10 nemzet csapata vett részt. A címvédő az amerikai válogatott volt.

## Résztvevők
| Esemény                                | Dátum                  | Helyszín     | Kvóta | Kvalifikált csapatok                         |
| -------------------------------------- | ---------------------- | ------------ | ----- | -------------------------------------------- |
| Rendező                                | –                      | –            | 1     | Japán (JPN)                                  |
| 2019-es női vízilabda-világliga        | 2019. június 4–9.      | Magyarország | 1     | Egyesült Államok (USA)                       |
| 2019-es női vízilabda-világbajnokság   | 2019. július 14–26.    | Kvangdzsu    | 1     | Spanyolország (ESP)                          |
| 2019-es pánamerikai játékok            | 2019. augusztus 4–10.  | Lima         | 1     | Kanada (CAN)                                 |
| Óceánia                                | —                      | —            | 1     | Ausztrália (AUS)                             |
| Afrika                                 | —                      | —            | 1     | Dél-afrikai Köztársaság (RSA)                |
| 2020-as női vízilabda-Európa-bajnokság | 2020. január 12–25.    | Budapest     | 1     | Az Orosz Olimpiai Bizottság versenyzői (ROC) |
| 2018-as Ázsia-játékok                  | 2018. augusztus 16–21. | Jakarta      | 1     | Kína (CHN)                                   |
| Olimpiai selejtezőtorna                | 2021. január 19–24.    | Trieszt      | 2     | Magyarország (HUN)                           |
| Olimpiai selejtezőtorna                | 2021. január 19–24.    | Trieszt      | 2     | Hollandia (NED)                              |
| Összesen                               |                        |              | 10    |                                              |

## Sorsolás
Az olimpia csoportbeosztását 2021. február 21-én sorsolták Rotterdamban, a férfi olimpiai selejtező utolsó napján. A 10 csapatot 5 kalapban helyezték el.
| 1. kalap               | 2. kalap                                     | 3. kalap           | 4. kalap     | 5. kalap                      |
| ---------------------- | -------------------------------------------- | ------------------ | ------------ | ----------------------------- |
| Egyesült Államok (USA) | Az Orosz Olimpiai Bizottság versenyzői (ROC) | Magyarország (HUN) | Kanada (CAN) | Dél-afrikai Köztársaság (RSA) |
| Spanyolország (ESP)    | Ausztrália (AUS)                             | Hollandia (NED)    | Kína (CHN)   | Japán (JPN)                   |

## Csoportkör
A mérkőzések kezdési időpontjai helyi idő szerint (UTC+9), zárójelben magyar idő szerint olvashatóak (UTC+2).

### A csoport
| Hely. | Csapat                        | M | Gy | D | V | G+ | G– | Gk  | P | Továbbjutás |
| ----- | ----------------------------- | - | -- | - | - | -- | -- | --- | - | ----------- |
| 1.    | Spanyolország (ESP)           | 4 | 3  | 0 | 1 | 71 | 37 | +34 | 6 | Negyeddöntő |
| 2.    | Ausztrália (AUS)              | 4 | 3  | 0 | 1 | 46 | 33 | +13 | 6 | Negyeddöntő |
| 3.    | Hollandia (NED)               | 4 | 3  | 0 | 1 | 75 | 41 | +34 | 6 | Negyeddöntő |
| 4.    | Kanada (CAN)                  | 4 | 1  | 0 | 3 | 48 | 39 | +9  | 2 | Negyeddöntő |
| 5.    | Dél-afrikai Köztársaság (RSA) | 4 | 0  | 0 | 4 | 7  | 97 | −90 | 0 |             |

1. 1 2 3  Spanyolország 2 pont, +5 gk; Hollandia 2 pont, −2 gk; Ausztrália 2 pont, −3 gk

| 2021. július 24. 14:00 (7:00) | Kanada (CAN)         | 5–8         | Ausztrália (AUS) | Tokyo Tatsumi International Swimming Center Játékvezetők: Michael Goldenberg (USA), Kun György (HUN) |
| 2021. július 24. 14:00 (7:00) | (1–1, 2–4, 1–2, 1–1) |             |                  | Tokyo Tatsumi International Swimming Center Játékvezetők: Michael Goldenberg (USA), Kun György (HUN) |
| 2021. július 24. 14:00 (7:00) | Eggens 3             | Jegyzőkönyv | Halligan 3       | Tokyo Tatsumi International Swimming Center Játékvezetők: Michael Goldenberg (USA), Kun György (HUN) |

| 2021. július 24. 15:30 (8:30) | Dél-afrikai Köztársaság (RSA) | 4–29        | Spanyolország (ESP) | Tokyo Tatsumi International Swimming Center Játékvezetők: Asumi Tsuzaki (JPN), Ursula Wengenroth (SUI) |
| 2021. július 24. 15:30 (8:30) | (2–5, 1–9, 1–5, 0–10)         |             |                     | Tokyo Tatsumi International Swimming Center Játékvezetők: Asumi Tsuzaki (JPN), Ursula Wengenroth (SUI) |
| 2021. július 24. 15:30 (8:30) | Wedderburn 2                  | Jegyzőkönyv | Ruiz 5              | Tokyo Tatsumi International Swimming Center Játékvezetők: Asumi Tsuzaki (JPN), Ursula Wengenroth (SUI) |

| 2021. július 26. 18:20 (11:20) | Ausztrália (AUS)     | 15–12       | Hollandia (NED) | Tokyo Tatsumi International Swimming Center Játékvezetők: Adrian Alexandrescu (ROU), Arkadii Voevodin (RUS) |
| 2021. július 26. 18:20 (11:20) | (3–3, 2–5, 5–2, 5–2) |             |                 | Tokyo Tatsumi International Swimming Center Játékvezetők: Adrian Alexandrescu (ROU), Arkadii Voevodin (RUS) |
| 2021. július 26. 18:20 (11:20) | három játékos 3      | Jegyzőkönyv | négy játékos 2  | Tokyo Tatsumi International Swimming Center Játékvezetők: Adrian Alexandrescu (ROU), Arkadii Voevodin (RUS) |

| 2021. július 26. 19:50 (12:50) | Spanyolország (ESP)  | 14–10       | Kanada (CAN)   | Tokyo Tatsumi International Swimming Center Játékvezetők: Georgios Stavridis (GRE), Nenad Periš (CRO) |
| 2021. július 26. 19:50 (12:50) | (4–2, 2–2, 3–2, 5–3) |             |                | Tokyo Tatsumi International Swimming Center Játékvezetők: Georgios Stavridis (GRE), Nenad Periš (CRO) |
| 2021. július 26. 19:50 (12:50) | Ortiz 4              | Jegyzőkönyv | Lemay-Lavoie 3 | Tokyo Tatsumi International Swimming Center Játékvezetők: Georgios Stavridis (GRE), Nenad Periš (CRO) |

| 2021. július 28. 15:30 (8:30) | Kanada (CAN)         | 21–1        | Dél-afrikai Köztársaság (RSA) | Tokyo Tatsumi International Swimming Center Játékvezetők: Cuzaki Aszumi (JPN), John Waldow (NZL) |
| 2021. július 28. 15:30 (8:30) | (5–1, 4–0, 4–0, 8–0) |             |                               | Tokyo Tatsumi International Swimming Center Játékvezetők: Cuzaki Aszumi (JPN), John Waldow (NZL) |
| 2021. július 28. 15:30 (8:30) | Sohi 4               | Jegyzőkönyv | Moir 1                        | Tokyo Tatsumi International Swimming Center Játékvezetők: Cuzaki Aszumi (JPN), John Waldow (NZL) |

| 2021. július 28. 19:50 (12:50) | Hollandia (NED)      | 14–13       | Spanyolország (ESP) | Tokyo Tatsumi International Swimming Center Játékvezetők: Sébastien Dervieux (FRA), Michael Goldenberg (USA) |
| 2021. július 28. 19:50 (12:50) | (2–3, 3–2, 3–2, 6–6) |             |                     | Tokyo Tatsumi International Swimming Center Játékvezetők: Sébastien Dervieux (FRA), Michael Goldenberg (USA) |
| 2021. július 28. 19:50 (12:50) | Van de Kraats 6      | Jegyzőkönyv | A. Espar 4          | Tokyo Tatsumi International Swimming Center Játékvezetők: Sébastien Dervieux (FRA), Michael Goldenberg (USA) |

| 2021. július 30. 14:00 (7:00) | Dél-afrikai Köztársaság (RSA) | 1–33        | Hollandia (NED) | Tokyo Tatsumi International Swimming Center Játékvezetők: Nicola Johnson (AUS), Ursula Wengenroth (SUI) |
| 2021. július 30. 14:00 (7:00) | (0–7, 0–9, 1–9, 0–8)          |             |                 | Tokyo Tatsumi International Swimming Center Játékvezetők: Nicola Johnson (AUS), Ursula Wengenroth (SUI) |
| 2021. július 30. 14:00 (7:00) | Wedderburn 1                  | Jegyzőkönyv | Keuning 6       | Tokyo Tatsumi International Swimming Center Játékvezetők: Nicola Johnson (AUS), Ursula Wengenroth (SUI) |

| 2021. július 30. 19:50 (12:50) | Spanyolország (ESP)  | 15–9        | Ausztrália (AUS)  | Tokyo Tatsumi International Swimming Center Játékvezetők: Sébastien Dervieux (FRA), Arkadii Voevodin (RUS) |
| 2021. július 30. 19:50 (12:50) | (3–3, 4–3, 4–1, 4–2) |             |                   | Tokyo Tatsumi International Swimming Center Játékvezetők: Sébastien Dervieux (FRA), Arkadii Voevodin (RUS) |
| 2021. július 30. 19:50 (12:50) | Ortiz 5              | Jegyzőkönyv | Kearns, Webster 2 | Tokyo Tatsumi International Swimming Center Játékvezetők: Sébastien Dervieux (FRA), Arkadii Voevodin (RUS) |

| 2021. augusztus 1. 15:30 (8:30) | Hollandia (NED)      | 16–12       | Kanada (CAN) | Tokyo Tatsumi International Swimming Center Játékvezetők: Alessandro Severo (ITA), Nenad Periš (CRO) |
| 2021. augusztus 1. 15:30 (8:30) | (4–4, 4–3, 3–2, 5–3) |             |              | Tokyo Tatsumi International Swimming Center Játékvezetők: Alessandro Severo (ITA), Nenad Periš (CRO) |
| 2021. augusztus 1. 15:30 (8:30) | Van de Kraats 6      | Jegyzőkönyv | Christmas 4  | Tokyo Tatsumi International Swimming Center Játékvezetők: Alessandro Severo (ITA), Nenad Periš (CRO) |

| 2021. augusztus 1. 19:50 (12:50) | Ausztrália (AUS)     | 14–1        | Dél-afrikai Köztársaság (RSA) | Tokyo Tatsumi International Swimming Center Játékvezetők: Daniel Daners (URU), Jeremy Cheng (SGP) |
| 2021. augusztus 1. 19:50 (12:50) | (1–0, 6–1, 4–0, 3–0) |             |                               | Tokyo Tatsumi International Swimming Center Játékvezetők: Daniel Daners (URU), Jeremy Cheng (SGP) |
| 2021. augusztus 1. 19:50 (12:50) | öt játékos 2         | Jegyzőkönyv | Vaughan 1                     | Tokyo Tatsumi International Swimming Center Játékvezetők: Daniel Daners (URU), Jeremy Cheng (SGP) |

### B csoport
| Hely. | Csapat                                       | M | Gy | D | V | G+ | G– | Gk  | P | Továbbjutás |
| ----- | -------------------------------------------- | - | -- | - | - | -- | -- | --- | - | ----------- |
| 1.    | Egyesült Államok (USA)                       | 4 | 3  | 0 | 1 | 64 | 26 | +38 | 6 | Negyeddöntő |
| 2.    | Magyarország (HUN)                           | 4 | 2  | 1 | 1 | 46 | 43 | +3  | 5 | Negyeddöntő |
| 3.    | Az Orosz Olimpiai Bizottság versenyzői (ROC) | 4 | 2  | 1 | 1 | 53 | 61 | −8  | 5 | Negyeddöntő |
| 4.    | Kína (CHN)                                   | 4 | 2  | 0 | 2 | 51 | 50 | +1  | 4 | Negyeddöntő |
| 5.    | Japán (JPN) (R)                              | 4 | 0  | 0 | 4 | 44 | 78 | −34 | 0 |             |

1. 1 2  Orosz Olimpiai Bizottság versenyzői 10–10 Magyarország

| 2021. július 24. 18:20 (11:20) | Japán (JPN)          | 4–25        | Egyesült Államok (USA)  | Tokyo Tatsumi International Swimming Center Játékvezetők: Germán Moller (ARG), Nicola Johnson (AUS) |
| 2021. július 24. 18:20 (11:20) | (3–8, 0–6, 1–7, 0–4) |             |                         | Tokyo Tatsumi International Swimming Center Játékvezetők: Germán Moller (ARG), Nicola Johnson (AUS) |
| 2021. július 24. 18:20 (11:20) | Koide 2              | Jegyzőkönyv | Haralabidis, Steffens 5 | Tokyo Tatsumi International Swimming Center Játékvezetők: Germán Moller (ARG), Nicola Johnson (AUS) |

| 2021. július 24. 19:50 (12:50) | Kína (CHN)                     | 17–18       | Az Orosz Olimpiai Bizottság versenyzői (ROC) | Tokyo Tatsumi International Swimming Center Játékvezetők: Marie-Claude Deslières (CAN), Michiel Zwart (NED) |
| 2021. július 24. 19:50 (12:50) | (6–5, 4–4, 4–5, 3–4)           |             |                                              | Tokyo Tatsumi International Swimming Center Játékvezetők: Marie-Claude Deslières (CAN), Michiel Zwart (NED) |
| 2021. július 24. 19:50 (12:50) | Vang Hszin-jen (Wang Xinyan) 4 | Jegyzőkönyv | Prokofjeva 4                                 | Tokyo Tatsumi International Swimming Center Játékvezetők: Marie-Claude Deslières (CAN), Michiel Zwart (NED) |

| 2021. július 26. 14:00 (7:00) | Egyesült Államok (USA) | 12–7        | Kína (CHN)                                        | Tokyo Tatsumi International Swimming Center Játékvezetők: Alessandro Severo (ITA), Dion Willis (RSA) |
| 2021. július 26. 14:00 (7:00) | (4–4, 2–2, 3–0, 3–1)   |             |                                                   | Tokyo Tatsumi International Swimming Center Játékvezetők: Alessandro Severo (ITA), Dion Willis (RSA) |
| 2021. július 26. 14:00 (7:00) | M. Fischer 3           | Jegyzőkönyv | Vang Huan (Wang Huan), Csang Csing (Zhang Jing) 2 | Tokyo Tatsumi International Swimming Center Játékvezetők: Alessandro Severo (ITA), Dion Willis (RSA) |

| 2021. július 26. 15:30 (8:30) | Az Orosz Olimpiai Bizottság versenyzői (ROC) | 10–10       | Magyarország (HUN)   | Tokyo Tatsumi International Swimming Center Játékvezetők: Sébastien Dervieux (FRA), Xevi Buch (ESP) |
| 2021. július 26. 15:30 (8:30) | (1–2, 3–5, 3–1, 3–2)                         |             |                      | Tokyo Tatsumi International Swimming Center Játékvezetők: Sébastien Dervieux (FRA), Xevi Buch (ESP) |
| 2021. július 26. 15:30 (8:30) | Prokofjeva 4                                 | Jegyzőkönyv | Leimeter, Szilágyi 2 | Tokyo Tatsumi International Swimming Center Játékvezetők: Sébastien Dervieux (FRA), Xevi Buch (ESP) |

| 2021. július 28. 7:00 (14:00) | Magyarország (HUN)   | 10–9        | Egyesült Államok (USA) | Tokyo Tatsumi International Swimming Center Játékvezetők: Nenad Periš (CRO), Xevi Buch (ESP) |
| 2021. július 28. 7:00 (14:00) | (2–2, 3–3, 1–3, 4–1) |             |                        | Tokyo Tatsumi International Swimming Center Játékvezetők: Nenad Periš (CRO), Xevi Buch (ESP) |
| 2021. július 28. 7:00 (14:00) | Parkes 3             | Jegyzőkönyv | Musselman 3            | Tokyo Tatsumi International Swimming Center Játékvezetők: Nenad Periš (CRO), Xevi Buch (ESP) |

| 2021. július 28. 11:20 (18:20) | Kína (CHN)                 | 16–11       | Japán (JPN) | Tokyo Tatsumi International Swimming Center Játékvezetők: Marie-Claude Deslières (CAN), Viktor Szalnyicsenko (KAZ) |
| 2021. július 28. 11:20 (18:20) | (5–2, 4–3, 4–3, 3–3)       |             |             | Tokyo Tatsumi International Swimming Center Játékvezetők: Marie-Claude Deslières (CAN), Viktor Szalnyicsenko (KAZ) |
| 2021. július 28. 11:20 (18:20) | Csang Csing (Zhang Jing) 5 | Jegyzőkönyv | Arima 3     | Tokyo Tatsumi International Swimming Center Játékvezetők: Marie-Claude Deslières (CAN), Viktor Szalnyicsenko (KAZ) |

| 2021. július 30. 15:30 (8:30) | Egyesült Államok (USA)  | 18–5        | Az Orosz Olimpiai Bizottság versenyzői (ROC) | Tokyo Tatsumi International Swimming Center Játékvezetők: Alessandro Severo (ITA), Xevi Buch (ESP) |
| 2021. július 30. 15:30 (8:30) | (5–1, 4–2, 6–1, 3–1)    |             |                                              | Tokyo Tatsumi International Swimming Center Játékvezetők: Alessandro Severo (ITA), Xevi Buch (ESP) |
| 2021. július 30. 15:30 (8:30) | Haralabidis, Steffens 4 | Jegyzőkönyv | Szimanovics 2                                | Tokyo Tatsumi International Swimming Center Játékvezetők: Alessandro Severo (ITA), Xevi Buch (ESP) |

| 2021. július 30. 18:20 (11:20) | Japán (JPN)          | 13–17       | Magyarország (HUN) | Tokyo Tatsumi International Swimming Center Játékvezetők: Adrian Alexandrescu (ROU), Vojin Putniković (SRB) |
| 2021. július 30. 18:20 (11:20) | (4–3, 3–4, 3–5, 3–5) |             |                    | Tokyo Tatsumi International Swimming Center Játékvezetők: Adrian Alexandrescu (ROU), Vojin Putniković (SRB) |
| 2021. július 30. 18:20 (11:20) | Arima, Inaba 4       | Jegyzőkönyv | Parkes 6           | Tokyo Tatsumi International Swimming Center Játékvezetők: Adrian Alexandrescu (ROU), Vojin Putniković (SRB) |

| 2021. augusztus 1. 14:00 (7:00) | Magyarország (HUN)   | 9–11        | Kína (CHN)     | Tokyo Tatsumi International Swimming Center Játékvezetők: Viktor Salnichenko (KAZ), Frank Ohme (GER) |
| 2021. augusztus 1. 14:00 (7:00) | (1–4, 1–3, 2–1, 5–3) |             |                | Tokyo Tatsumi International Swimming Center Játékvezetők: Viktor Salnichenko (KAZ), Frank Ohme (GER) |
| 2021. augusztus 1. 14:00 (7:00) | Gurisatti 4          | Jegyzőkönyv | négy játékos 2 | Tokyo Tatsumi International Swimming Center Játékvezetők: Viktor Salnichenko (KAZ), Frank Ohme (GER) |

| 2021. augusztus 1. 18:20 (11:20) | Az Orosz Olimpiai Bizottság versenyzői (ROC) | 20–16       | Japán (JPN) | Tokyo Tatsumi International Swimming Center Játékvezetők: Marie-Claude Deslières (CAN), Dion Willis (RSA) |
| 2021. augusztus 1. 18:20 (11:20) | (5–5, 7–3, 6–4, 2–4)                         |             |             | Tokyo Tatsumi International Swimming Center Játékvezetők: Marie-Claude Deslières (CAN), Dion Willis (RSA) |
| 2021. augusztus 1. 18:20 (11:20) | Szerzsantova 4                               | Jegyzőkönyv | Arima 5     | Tokyo Tatsumi International Swimming Center Játékvezetők: Marie-Claude Deslières (CAN), Dion Willis (RSA) |

## Egyenes kieséses szakasz
|  |              |                                              |                        |                        |    |                                              |                                              |                    |                    |               |               |       |       |
|  | Negyeddöntők | Negyeddöntők                                 | Negyeddöntők           |                        |    | Elődöntők                                    | Elődöntők                                    | Elődöntők          |                    |               | Döntő         | Döntő | Döntő |
|  | Negyeddöntők | Negyeddöntők                                 | Negyeddöntők           |                        |    | Elődöntők                                    | Elődöntők                                    | Elődöntők          |                    |               | Döntő         | Döntő | Döntő |
|  | augusztus 3. |                                              |                        |                        |    |                                              |                                              |                    |                    |               |               |       |       |
|  |              |                                              |                        |                        |    |                                              |                                              |                    |                    |               |               |       |       |
|  | A1           | Spanyolország (ESP)                          | 11                     |                        |    |                                              |                                              |                    |                    |               |               |       |       |
|  | A1           | Spanyolország (ESP)                          | 11                     | augusztus 5.           |    |                                              |                                              |                    |                    |               |               |       |       |
|  | B4           | Kína (CHN)                                   | 7                      |                        |    |                                              |                                              |                    |                    |               |               |       |       |
|  | B4           | Kína (CHN)                                   | 7                      |                        |    | Spanyolország (ESP)                          | Spanyolország (ESP)                          | 8                  |                    |               |               |       |       |
|  | augusztus 3. |                                              |                        |                        |    | Spanyolország (ESP)                          | Spanyolország (ESP)                          | 8                  |                    |               |               |       |       |
|  |              |                                              | Magyarország (HUN)     | Magyarország (HUN)     | 6  |                                              |                                              |                    |                    |               |               |       |       |
|  | A3           | Hollandia (NED)                              | Magyarország (HUN)     | Magyarország (HUN)     | 6  | 11                                           |                                              |                    |                    |               |               |       |       |
|  | A3           | Hollandia (NED)                              |                        |                        |    | 11                                           | augusztus 7.                                 |                    |                    |               |               |       |       |
|  | B2           | Magyarország (HUN)                           | 14                     |                        |    |                                              |                                              |                    |                    |               |               |       |       |
|  | B2           | Magyarország (HUN)                           | 14                     |                        |    | Spanyolország (ESP)                          | Spanyolország (ESP)                          | 5                  |                    |               |               |       |       |
|  | augusztus 3. |                                              |                        |                        |    | Spanyolország (ESP)                          | Spanyolország (ESP)                          | 5                  |                    |               |               |       |       |
|  |              |                                              | Egyesült Államok (USA) | Egyesült Államok (USA) | 14 |                                              |                                              |                    |                    |               |               |       |       |
|  | A2           | Ausztrália (AUS)                             | Egyesült Államok (USA) | Egyesült Államok (USA) | 14 | 8                                            |                                              |                    |                    |               |               |       |       |
|  | A2           | Ausztrália (AUS)                             | augusztus 5.           |                        |    | 8                                            |                                              |                    |                    |               |               |       |       |
|  | B3           | Az Orosz Olimpiai Bizottság versenyzői (ROC) | 9                      |                        |    |                                              |                                              |                    |                    |               |               |       |       |
|  | B3           | Az Orosz Olimpiai Bizottság versenyzői (ROC) | 9                      |                        |    | Az Orosz Olimpiai Bizottság versenyzői (ROC) | Az Orosz Olimpiai Bizottság versenyzői (ROC) | 11                 | Bronzmérkőzés      | Bronzmérkőzés | Bronzmérkőzés |       |       |
|  | augusztus 3. |                                              |                        |                        |    | Az Orosz Olimpiai Bizottság versenyzői (ROC) | Az Orosz Olimpiai Bizottság versenyzői (ROC) | 11                 | Bronzmérkőzés      | Bronzmérkőzés | Bronzmérkőzés |       |       |
|  |              |                                              | Egyesült Államok (USA) | Egyesült Államok (USA) | 15 |                                              |                                              | augusztus 7.       | augusztus 7.       | augusztus 7.  |               |       |       |
|  | A4           | Kanada (CAN)                                 | Egyesült Államok (USA) | Egyesült Államok (USA) | 15 | 5                                            |                                              | augusztus 7.       | augusztus 7.       | augusztus 7.  |               |       |       |
|  | A4           | Kanada (CAN)                                 |                        |                        |    |                                              |                                              | Magyarország (HUN) | Magyarország (HUN) | 11            |               |       |       |
|  | B1           | Egyesült Államok (USA)                       | 16                     |                        |    |                                              |                                              | Magyarország (HUN) | Magyarország (HUN) | 11            |               |       |       |
|  | B1           | Egyesült Államok (USA)                       | 16                     |                        |    | Az Orosz Olimpiai Bizottság versenyzői (ROC) | Az Orosz Olimpiai Bizottság versenyzői (ROC) | 9                  |                    |               |               |       |       |
|  |              |                                              |                        |                        |    | Az Orosz Olimpiai Bizottság versenyzői (ROC) | Az Orosz Olimpiai Bizottság versenyzői (ROC) | 9                  |                    |               |               |       |       |

### Negyeddöntők
| 2021. augusztus 3. 14:00 (7:00) | Kanada (CAN)         | 5–16        | Egyesült Államok (USA) | Tokyo Tatsumi International Swimming Center Játékvezetők: Cuzaki Aszumi (JPN), Georgios Stavridis (GRE) |
| 2021. augusztus 3. 14:00 (7:00) | (1–7, 2–4, 0–0, 2–5) |             |                        | Tokyo Tatsumi International Swimming Center Játékvezetők: Cuzaki Aszumi (JPN), Georgios Stavridis (GRE) |
| 2021. augusztus 3. 14:00 (7:00) | La Roche 2           | Jegyzőkönyv | három játékos 3        | Tokyo Tatsumi International Swimming Center Játékvezetők: Cuzaki Aszumi (JPN), Georgios Stavridis (GRE) |

| 2021. augusztus 3. 15:30 (8:30) | Spanyolország (ESP)  | 11–7        | Kína (CHN)                 | Tokyo Tatsumi International Swimming Center Játékvezetők: Sébastien Dervieux (FRA), Michael Goldenberg (USA) |
| 2021. augusztus 3. 15:30 (8:30) | (5–2, 4–3, 2–1, 0–1) |             |                            | Tokyo Tatsumi International Swimming Center Játékvezetők: Sébastien Dervieux (FRA), Michael Goldenberg (USA) |
| 2021. augusztus 3. 15:30 (8:30) | Forca 4              | Jegyzőkönyv | Teng Cö-ven (Deng Zewen) 2 | Tokyo Tatsumi International Swimming Center Játékvezetők: Sébastien Dervieux (FRA), Michael Goldenberg (USA) |

| 2021. augusztus 3. 18:20 (11:20) | Hollandia (NED)      | 11–14       | Magyarország (HUN) | Tokyo Tatsumi International Swimming Center Játékvezetők: Nenad Periš (CRO), Alessandro Severo (ITA) |
| 2021. augusztus 3. 18:20 (11:20) | (3–4, 4–4, 2–2, 2–4) |             |                    | Tokyo Tatsumi International Swimming Center Játékvezetők: Nenad Periš (CRO), Alessandro Severo (ITA) |
| 2021. augusztus 3. 18:20 (11:20) | Van der Kraats 4     | Jegyzőkönyv | Leimeter 4         | Tokyo Tatsumi International Swimming Center Játékvezetők: Nenad Periš (CRO), Alessandro Severo (ITA) |

| 2021. augusztus 3. 19:50 (12:50) | Ausztrália (AUS)     | 8–9         | Az Orosz Olimpiai Bizottság versenyzői (ROC) | Tokyo Tatsumi International Swimming Center Játékvezetők: Adrian Alexandrescu (ROU), Xevi Buch (ESP) |
| 2021. augusztus 3. 19:50 (12:50) | (2–4, 2–2, 2–2, 2–1) |             |                                              | Tokyo Tatsumi International Swimming Center Játékvezetők: Adrian Alexandrescu (ROU), Xevi Buch (ESP) |
| 2021. augusztus 3. 19:50 (12:50) | Armit, Halligan 2    | Jegyzőkönyv | három játékos 2                              | Tokyo Tatsumi International Swimming Center Játékvezetők: Adrian Alexandrescu (ROU), Xevi Buch (ESP) |

### Az 5–8. helyért
| 2021. augusztus 5. 14:00 (7:00) | Kína (CHN)                 | 6–13        | Hollandia (NED) | Tokyo Tatsumi International Swimming Center Játékvezetők: Viktor Salnichenko (KAZ), Kun György (HUN) |
| 2021. augusztus 5. 14:00 (7:00) | (0–1, 2–5, 1–2, 3–5)       |             |                 | Tokyo Tatsumi International Swimming Center Játékvezetők: Viktor Salnichenko (KAZ), Kun György (HUN) |
| 2021. augusztus 5. 14:00 (7:00) | Teng Cö-ven (Deng Zewen) 2 | Jegyzőkönyv | Keuning 5       | Tokyo Tatsumi International Swimming Center Játékvezetők: Viktor Salnichenko (KAZ), Kun György (HUN) |

| 2021. augusztus 5. 15:30 (8:30) | Ausztrália (AUS)     | 14–12       | Kanada (CAN)   | Tokyo Tatsumi International Swimming Center Játékvezetők: Ursula Wengenroth (SUI), Alessandro Severo (ITA) |
| 2021. augusztus 5. 15:30 (8:30) | (2–3, 3–2, 3–3, 2–2) |             |                | Tokyo Tatsumi International Swimming Center Játékvezetők: Ursula Wengenroth (SUI), Alessandro Severo (ITA) |
| 2021. augusztus 5. 15:30 (8:30) | Arancini 5           | Jegyzőkönyv | négy játékos 2 | Tokyo Tatsumi International Swimming Center Játékvezetők: Ursula Wengenroth (SUI), Alessandro Severo (ITA) |
| 2021. augusztus 5. 15:30 (8:30) | Büntetőpárbaj:       |             |                | Tokyo Tatsumi International Swimming Center Játékvezetők: Ursula Wengenroth (SUI), Alessandro Severo (ITA) |
| 2021. augusztus 5. 15:30 (8:30) | 4–2                  |             |                | Tokyo Tatsumi International Swimming Center Játékvezetők: Ursula Wengenroth (SUI), Alessandro Severo (ITA) |

### Elődöntők
| 2021. augusztus 5. 18:20 (11:20) | Az Orosz Olimpiai Bizottság versenyzői (ROC) | 11–15       | Egyesült Államok (USA) | Tokyo Tatsumi International Swimming Center Játékvezetők: Stanko Ivanovski (MNE), Dion Willis (RSA) |
| 2021. augusztus 5. 18:20 (11:20) | (3–2, 4–4, 2–5, 2–4)                         |             |                        | Tokyo Tatsumi International Swimming Center Játékvezetők: Stanko Ivanovski (MNE), Dion Willis (RSA) |
| 2021. augusztus 5. 18:20 (11:20) | Bersznyeva 3                                 | Jegyzőkönyv | Musselman 5            | Tokyo Tatsumi International Swimming Center Játékvezetők: Stanko Ivanovski (MNE), Dion Willis (RSA) |

| 2021. augusztus 5. 19:50 (12:50) | Spanyolország (ESP)  | 8–6         | Magyarország (HUN) | Tokyo Tatsumi International Swimming Center Játékvezetők: Nenad Periš (CRO), Vojin Putniković (SRB) |
| 2021. augusztus 5. 19:50 (12:50) | (2–0, 3–2, 3–2, 0–2) |             |                    | Tokyo Tatsumi International Swimming Center Játékvezetők: Nenad Periš (CRO), Vojin Putniković (SRB) |
| 2021. augusztus 5. 19:50 (12:50) | A. Espar 3           | Jegyzőkönyv | Szilágyi 3         | Tokyo Tatsumi International Swimming Center Játékvezetők: Nenad Periš (CRO), Vojin Putniković (SRB) |

### A 7. helyért
| 2021. augusztus 7. 9:30 (2:30) | Kína (CHN)                 | 7–16        | Kanada (CAN) | Tokyo Tatsumi International Swimming Center Játékvezetők: Nicola Johnson (AUS), Cuzaki Aszumi (JPN) |
| 2021. augusztus 7. 9:30 (2:30) | (3–4, 2–5, 1–4, 1–3)       |             |              | Tokyo Tatsumi International Swimming Center Játékvezetők: Nicola Johnson (AUS), Cuzaki Aszumi (JPN) |
| 2021. augusztus 7. 9:30 (2:30) | Csang Csing (Zhang Jing) 4 | Jegyzőkönyv | Christmas 4  | Tokyo Tatsumi International Swimming Center Játékvezetők: Nicola Johnson (AUS), Cuzaki Aszumi (JPN) |

### Az 5. helyért
| 2021. augusztus 7. 11:00 (4:00) | Hollandia (NED)      | 7–14        | Ausztrália (AUS) | Tokyo Tatsumi International Swimming Center Játékvezetők: Xevi Buch (ESP), Dion Willis (RSA) |
| 2021. augusztus 7. 11:00 (4:00) | (1–5, 1–3, 2–3, 3–3) |             |                  | Tokyo Tatsumi International Swimming Center Játékvezetők: Xevi Buch (ESP), Dion Willis (RSA) |
| 2021. augusztus 7. 11:00 (4:00) | Van de Kraats 3      | Jegyzőkönyv | Gofers 3         | Tokyo Tatsumi International Swimming Center Játékvezetők: Xevi Buch (ESP), Dion Willis (RSA) |

### Bronzmérkőzés
| 2021. augusztus 7. 13:40 (6:40) | Magyarország (HUN)   | 11–9        | Az Orosz Olimpiai Bizottság versenyzői (ROC) | Tokyo Tatsumi International Swimming Center Játékvezetők: Georgios Stavridis (GRE), Frank Ohme (GER) |
| 2021. augusztus 7. 13:40 (6:40) | (2–2, 5–3, 0–3, 4–1) |             |                                              | Tokyo Tatsumi International Swimming Center Játékvezetők: Georgios Stavridis (GRE), Frank Ohme (GER) |
| 2021. augusztus 7. 13:40 (6:40) | Vályi 3              | Jegyzőkönyv | három játékos 2                              | Tokyo Tatsumi International Swimming Center Játékvezetők: Georgios Stavridis (GRE), Frank Ohme (GER) |

### Döntő
| 2021. augusztus 7. 16:30 (9:30) | Spanyolország (ESP)  | 5–14        | Egyesült Államok (USA) | Tokyo Tatsumi International Swimming Center Játékvezetők: Nenad Periš (CRO), Sébastien Dervieux (FRA) |
| 2021. augusztus 7. 16:30 (9:30) | (1–4, 3–3, 0–5, 1–2) |             |                        | Tokyo Tatsumi International Swimming Center Játékvezetők: Nenad Periš (CRO), Sébastien Dervieux (FRA) |
| 2021. augusztus 7. 16:30 (9:30) | García 2             | Jegyzőkönyv | Musselman 3            | Tokyo Tatsumi International Swimming Center Játékvezetők: Nenad Periš (CRO), Sébastien Dervieux (FRA) |

| A 2020. évi nyári olimpiai játékok női vízilabdatornájának olimpiai bajnoka |
| · EGYESÜLT ÁLLAMOK · 3. cím                                                 |
| --------------------------------------------------------------------------- |

## Végeredmény
| Helyezés | Csapat                                       |
| -------- | -------------------------------------------- |
| Arany    | Egyesült Államok (USA)                       |
| Ezüst    | Spanyolország (ESP)                          |
| Bronz    | Magyarország (HUN)                           |
| 4.       | Az Orosz Olimpiai Bizottság versenyzői (ROC) |
| 5.       | Ausztrália (AUS)                             |
| 6.       | Hollandia (NED)                              |
| 7.       | Kanada (CAN)                                 |
| 8.       | Kína (CHN)                                   |
| 9.       | Japán (JPN)                                  |
| 10.      | Dél-afrikai Köztársaság (RSA)                |

## Díjak
2021. augusztus 7-én hirdették ki a torna álomcsapatát és adták át a legjobb játékos díjat.
| Poszt           | Játékos                                                             |
| --------------- | ------------------------------------------------------------------- |
| Kapus           | Egyesült Államok (USA) Ashleigh Johnson                             |
| Mezőnyjátékosok | Magyarország (HUN) Parkes Rebecca                                   |
| Mezőnyjátékosok | Spanyolország (ESP) Anni Espar                                      |
| Mezőnyjátékosok | Egyesült Államok (USA) Maddie Musselman                             |
| Mezőnyjátékosok | Spanyolország (ESP) Beatriz Ortiz                                   |
| Mezőnyjátékosok | Az Orosz Olimpiai Bizottság versenyzői (ROC) Jekatyerina Prokofjeva |
| Mezőnyjátékosok | Hollandia (NED) Simone van de Kraats                                |
| MVP             | Egyesült Államok (USA) Maddie Musselman                             |